# Sylvère Maes
Sylvère Maes (Zevekote, 27 de agosto de 1909 – Ostende, 5 de dezembro de 1966) foi um ciclista belga.
Venceu o Tour de France nos anos de 1936 e 1939.

## Vitórias
1933
Paris-Roubaix
1934
Etapa no Tour de France
1935
Etapa no Tour de France
1936
Quatro etapas e vitória final Tour de France 
1937
Etapa no Tour de France
1939
Duas etapas, vitória na etapas da Montanha e vitória final no Tour de France  